# Mesnil-Bruntel
Mesnil-Bruntel – miejscowość i gmina we Francji, w regionie Hauts-de-France, w departamencie Somma.
Według danych na rok 2011 gminę zamieszkiwało 298 osób, a gęstość zaludnienia wynosiła 41 osób/km² (wśród 2293 gmin Pikardii Mesnil-Bruntel plasuje się na 659. miejscu pod względem liczby ludności, natomiast pod względem powierzchni na miejscu 669.).